# 夏希リラ
夏希 リラ（なつき りら 1992年7月29日 - ）は、日本の元タレント、元モデル、元グラビアアイドル。愛称は「りらら」。現在は芸能界を引退し、エステティシャンとして活動している。

## 略歴
- 中学生の時から芸能活動をスタート。テレビCMなどに出演。
- アイドルユニットbu-keの元メンバー。
- 所属事務所:DESIRE（2010〜2012年）→アドヴァンスプロダクション（2012年〜2013年10月）→シンフォニア（2014年〜）[1] リップ所属。
- ZAK THE QUEEN 2011 1st ステージ出場[2]
- 2013年10月12日、芸名を「滝沢リラ」から「夏希リラ」に変更することを発表。
- サンスポアイドルリポーター SIR3期候補生（2013年11月～2014年1月）[3][4][5]
- 2013年1月24日 サンスポアイドルリポーター SIR3期生オーディションにて準グランプリを獲得し、正式加入。
- 2017年2月 SIR チームAngelのリーダーとなる。
- 2017年8月28日 SIRでのセンター曲「GEKIATSU SUMMER!!」が発売。
- 2018年2月26日 SIRを卒業。

## 人物
- 芸能界に入る前はSHIBUYA 109のカリスマ店員であった。
- SIRでのイメージカラーは黄色。キャッチフレーズは、候補生時代は「アリクイ大好き！みんなの二推し！！」、正規メンバーになってからは「いつでも常夏！ひまわリラ」であった。自己紹介の際は、この後に「"がんばりらら"こと夏希リラです」と続く。
- 特技：クラシックバレエ（4歳から習っており、現在も継続している）、うぐいす嬢のモノマネ
- 趣味：アリクイ鑑賞（特に「ミナミコアリクイ」が好きで、上野動物園の年間パスポートを所持し、よく出かけている）、一人旅、絵を描くこと、散歩をしながら空の写真を撮ること
- 好物：マシュマロ、豆腐
- 苦手なもの：レーズン、つぶあん、生クリーム、栗
- 飼っている動物：猫（名前：ぶぅ）

## 出演
（※ 滝沢リラ 名での出演を含む）

### テレビ
ドラマ
- 読売テレビ「赤川次郎原作 毒<ポイズン>」第6話（2012年11月8日）

バラエティ
- TOKYO MX「開店!SIRのパチスキ!」（2015年7月3日-2018年2月24日）

### CM
- 「東京ディズニーランド」（春のキャンペーン）
- 「東京ディズニーシー」（春のキャンペーン）
- 「紳士服AOKIフレッシャーズ」

### インターネット放送
- 「代々木グラビアアイドル学園DX」（Ustream 2013年8月16日-終了）- 委員長（MC担当）
- SIRアミューズメント放送局「開店!SIRの生カフェ」（ニコニコ生放送公式チャンネル、2012年11月2日-2014年10月31日 ）
- SIRパチンコ放送局「新装開店!SIRの生パチ!」（ニコニコ生放送公式チャンネル、2014年11月7日-2018年2月23日）
- 「ペーパーアイドル」（文化放送超!A&G+、2016年7月8日-2018年3月3日）

### 舞台
- W-speak第1回公演「笑劇乙女」（2012/1/26-29、池袋・シアターKASSAI）
- W-speak第2回公演「笑劇コスメ」（2012/4/26-29、池袋・シアターKASSAI）
- IronBank Presents「メタルサプライズ」（2012/9/22,23,29,30、渋谷・FLAT）- 愛華 役
- アリスインプロジェクト「おうちに帰るまでが遠足です」（2014/7/9-13、池袋・シアターKASSAI）- 月組・モミジ役

### イベント
- 「でちゃう！」イベントコンパニオン

## 書籍・DVD
（※滝沢リラ名義のものを含む）

### 写真集
- 「ガールズフォトの撮り方」（写真：青山裕企）
- 「BODY PARTS 上半身編」（写真：青山裕企）
- 「幻想彼女」（2016年2月24日、光文社）[6]写真:木村哲夫
- 「SPECIAL FAN BOOK 夏希リラ 」（2023年9月25日、トランスワールドジャパン）[7]

### 雑誌モデル
- 「CUTiE」レギュラー読者モデル
- 「ホットペッパー」サロンモデル

### DVD
- Rira Style（発売元/販売元 PAGE ZERO, 2012年3月30日）
- がんばリララ！（イーネットフロンティア, 2014年9月25日）
- ひまわりら（イーネット・フロンティア, 2016年1月22日）[8][9]
- リラックス（スパイスビジュアル, 2016年11月25日）
- オトナリラ（グラッソ, 2017年2月24日）[10][11]